# Américo Pires de Lima
Américo Pires de Lima (*1886-1966 ) fue un médico, botánico, etnólogo, profesor, y explorador portugués. Él como otros profesores de biología, con formación médica, de la Universidad de Oporto apoyaban en los primeros años del s. XX las teorías neo-lamarckianas, y fue el primero cuya disertación doctoral defendiendo el darwinismo temprano y el neo-lamarkismo se presentó en 1912.
Fue miembro honorario de la Sociedad de Ciencias Médicas de Lisboa.

## Algunas publicaciones
- Lima, E.P. de. 1963. O sol e a alimentação dos negros. En: Actas do congresso de Etnografia e Folclore / Junta da Acção Social. Lisboa: Biblioteca Social e Corporativa, vol. I, 1963, pp. 163-167.

- Lima, E.P. de. 1953.  O Doutor Alexandre Rodrigues Ferreira. Documentos coligidos e prefaciados por Américo Pires de Lima. Lisboa. Agencia Central de Ultramar.
- ----. 1950.  Brotero e uma pretensa sarçaparrilha da Guiné. En: Conferência Internacional dos africanistas ocidentais: 2ª Conferência. Bissau, 1947 / República Portuguesa. Ministério das Colónias. Junta de Investigações Coloniais. Lisboa, 1950. Vol. II, pp. 301-308.
- ----. 1948. Retalhos de pré-história do Mapa Cor de Rosa. En: Revista do Ultramar. N.º 4, pp. 17 y 30.
- ----. 1943.  Breves reflexões sobre a unidade do império. Boletim geral das colónias. Año 19, n.º 215  (enlace roto disponible en Internet Archive; véase el historial, la primera versión y la última).
- ----. 1942.  Papel das vitaminas na primeira viagem de Vasco da Gama. Coímbra.
- ----. 1936. A história natural e o Ultramar português: fauna. En: Boletim geral das colónias. Año XII, n.º 131. pp. 197-231.

### Libros
- ----. 1918.  Moçambique : notas etnográficas. Porto. 27 pp. Separata dos Anais Scientificos da Faculdade de Medicina do Porto, vol. IV, N.º 2.
- ----. 1933.  Na costa d'África : memórias de um médico expedicionário a Moçambique. Gaia: Pátria. 132 pp.
- ----. 1941.  Como se tratavam os portugueses em Moçambique no primeiro quartel do século XVII. Porto. 73 pp.
- ----. 1942.  A botica de bordo de Fernão de Magalhães. Porto: [s.n.] 81 pp.
- ----. 1943.  Explorações em Moçambique. Lisboa: Agência Geral das Colónias. 327 pp.

### Como editor
- Sampaio, Gonçalo António da Silva Ferreira. 1947. Manual da flora portugueza. 416 pp. Ed. Porto : Imprensa Moderna, 2.ª ed.
- Lima, E.P. de. 1949.  Correspondência oficial de Welwitsch. Lisboa : Agência Geral do Ultramar. 101 pp.

- La abreviatura «Lima» se emplea para indicar a Américo Pires de Lima como autoridad en la descripción y clasificación científica de los vegetales.[2]